# قرى الأطفال إس أو إس

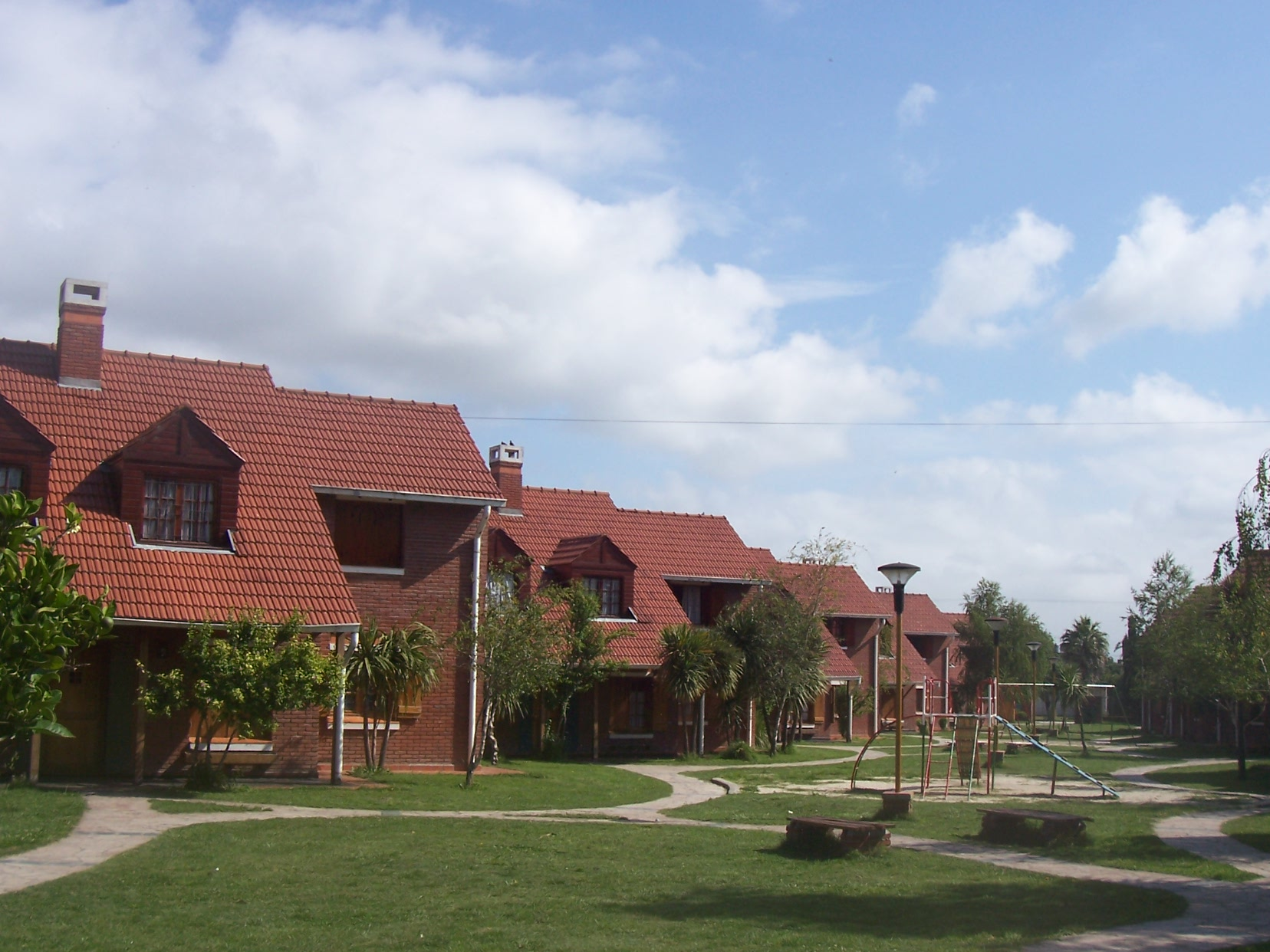

قرى الأطفال العالمية إس أو إس (بالإنجليزية: SOS Children's Villages)‏ هي منظمة دولية غير سياسية وغير طائفية تهتم برعاية وتربية وتنشئة الأطفال فاقدي العائل (اليتامى). تم إنشاء الجمعية في النمسا في عام 1949 بهدف «توفير بيئة أسرية سوية للأيتام وضمان وجود علاقة عاطفية وتعليمية دائمة مع أم بديلة تعمل في الجمعية حتى استقلاليتهم». تعتمد القرى على التبرعات من أهل الخير وما تقدمه الحكومات من دعم.

## مبادئ قرى الأطفال
1. الأم: هي التي توفر الحماية والأمان وتشمل الأطفال بمشاعر المحبة والاستقرار وتعيش مع أطفالها وتشرف على نموهم وتدير شئون منزلها باستقلال تام فهي تحصل على ميزانية الطعام ومصروفات الملابس وتقوم بشراء جميع مستلزمات الأبناء من طعام وملابس تحت إشراف إدارة القرية بالمتابعة المستمرة وتوفير سيارة القرية لهم لأداء احتياجاتهم.
2. الأخوة والأخوات: يعيش الأطفال بنين وبنات معاً بأعمارهم المختلفة كأخوة وأخوات في أسرة واحدة وينشأ بين الأطفال والأكر رباط عاطفي وأسري يدوم مدى الحياة حتى بعد أن ينفصل الابن في سن 13 عام فيذهب إلى بيت الشباب ليعيشوا 6 أبناء في البيت مع اثنين من المشرفين لاستكمال رعاية الأبناء حتى يحصل الشاب داخل القرية وتحت إشراف ومتابعة إدارة القرية لاستكمال رعاية الأبناء حتى يحصل على التعليم المناسب له ونساعده في الحصول على وظيفة أما الابنة فهي تنتقل إلى بيت الشابات داخل القرية وتحت إشراف ومتبعة إدارة القرية لاستكمال الرعاية لها إلى أن تستكمل تعليمها وتتزوج.
3. المنزل: هو الفيلا التي يعيش فيها الأبناء مع الأم كأسرة واحدة ويتمتع فيه الأطفال بالشعور بالطمأنينة والانتماء الأسري وفيه يكبر الأطفال ويتعلمون سويا كما يشاركون في المسؤوليات وتتكون الفيلا من أربع غرف نوم وثلاث حمامات وصالة وحديقة صغيرة أمام الفيلا.
4. القرية: وهي المكان الذي يجمع كل الفيلات والأسر داخلة وتكون الفيلات قريبة من بعض كما تضم مباني أخرى مكتبة ومسجد وعيادة ومبنى للإدارة وفيلاتان لإقامة المدير ونائب المدير القرية ونادي اجتماعي لممارسة الأنشطة يشمل الملاعب والأدوات الترفيهية.

## الأهداف
تتمثل أهداف الجمعية في إيجاد أسر للأطفال المحتاجين ومساعدتهم على تحديد مستقبلهم كما نوفر لهم الفرصة لإقامة علاقات دائمة داخل إطار أسري ونمكنهم من العيش وفق دياناتهم وثقافة مجتمعهم ونساعدهم على التعرف على مواهبهم وقدراتهم الفردية ونتأكد من حصولهم على التعليم المطلوب وننمي لديهم المهارات التي يحتاجون إليها من خلال الرعاية طويلة المدى كي يصبحوا أعضاء ناجحين ومساهمين في مجموعتهم.